# コンパッショネート使用
コンパッショネート使用（コンパッショネートしよう、英語: compassionate use, CU）とは、生命に関わる疾患を有する患者のため、例外的に未承認薬の人道的使用を認める制度。訳語の「人道的使用」も用いられる。未承認薬とは、その効果や安全性が科学的に確認がされていない薬剤のことである
。compassionateとは「同情する」「情状を考慮する」といった意味がある。
アメリカ合衆国では「拡大アクセス」（Expanded Access）、「未承認薬の治療・診断へのアクセス」と呼ばれる。
CU制度では「患者のアクセスの保証」「安全確保」「臨床試験の実施を妨げない」の相反する3点が重要である。

## 定義
コンパッショネート使用（CU）は、
- 患者のアクセス保証
- 安全確保
- 臨床試験の進行を妨げない

という相反する3つの要素の過不足の無いバランスが、決定的に重要な制度である。2012年のレビューでは、次のように定義されている：
CUを構成する要素
1. 公の制度（根拠となる法律が存在する）
2. 未承認薬を治療目的に使用
3. 倫理的見地から一定のルールのもとに例外的に使用
4. 重篤または命を脅かす疾病の患者が対象
5. 臨床試験に参加できない患者が対象
6. 既承認の代替薬がない患者が対象
7. 公の制度と関係するが患者の自己負担に一定の配慮

従来からの制度でありCUではないもの
1. 日本での承認医薬品の適応外使用 - off label use; OLU
医薬品自体がすでに販売承認されている場合はCUではない。
2. 拡大アクセスプログラム - expanded access program; EAP
製薬企業が開発中の医薬品を、独自の判断で、臨床試験以外の患者に供給するものは、CUではない。

新たな動きでCUではないもの
1. 社会的危機における未承認薬の緊急使用
日本では2010年1月、「特例承認」によりはじめて適用され、新型インフルエンザ輸入ワクチンが緊急使用された。
2. 先端医薬での未承認薬使用
幹細胞などを再生医療に用いる場合はCUとは別の問題として扱われる。

## 各国の制度
コンパッショネート使用制度はアメリカ合衆国、EU、イギリス、カナダ、オーストラリア、韓国で導入されており、日本でも公的制度としての導入が検討されている。

### 諸外国の例
- 2020年10月2日、アメリカ合衆国大統領ドナルド・トランプに対し、リジェネロンの「REGN-COV2」（２つのモノクローナル抗体を組み合わせた『カクテル』）8グラムを投与したことを医師団が発表した[5]。

## 日本での未承認薬の公的供給
日本ではCUは公的制度としてまだ導入されていないが、過去には未承認薬の公的供給が実施された事例がある。
- 1980年　熱帯病治療
- 1996年　エイズ治療
- 1999年　ハンセン病治療
- 2020年　COVID-19治療（アビガン）[6]